# Liar's Dice

Liar's Dice est un film indien de Bollywood écrit et réalisé par Geetu Mohandas (ml), sorti en 2013. Interprété par Geetanjali Thapa et Nawazuddin Siddiqui, ce road movie aborde la question de l'exode rural au travers de l'histoire d'une jeune mère qui quitte son village à la recherche de son mari dont elle est sans nouvelle.
Premier long métrage de la réalisatrice, Liar's Dice est projeté en avant première au Festival du film de Mumbai en octobre 2013 puis dans de nombreux festivals internationaux dont celui de Sundance. Il est également primé lors des National Film Awards et représente l'Inde aux Oscars,.

## Synopsis
Kamala vit dans un petit village de montagne avec sa fille de trois ans, Manya. Sans nouvelle depuis plusieurs mois de son mari parti travailler à Delhi, elle décide d'aller à sa recherche avec sa fille et une chevrette dont l'enfant ne se sépare jamais.
Lors de ce périple souvent éprouvant, elle fait la connaissance d'un énigmatique déserteur de l'armée qui, contre rétribution, accepte de l'aider.

## Fiche technique
- Titre : Liar's Dice (trad. : poker menteur)
- Réalisation : Geetu Mohandas (ml)
- Scénario : Geetu Mohandas
- Direction de la photographie : Rajeev Ravi
- Direction artistique : Prakash Moorthy
- Montage : Ajithkumar
- Músique : John Bosters
- Son : Mohandas V.P
- Production : Ajay G. Rai, Alan McAlex
- Sociétés de production : Jar Pictures et Unplugged
- Langue : hindi
- Durée : 103 minutes
- Date de sortie : octobre 2013 (Festival du film de Mumbai, Inde)

## Distribution
- Nawazuddin Siddiqui : Nawazuddin
- Geetanjali Thapa : Kamala
- Manya Gupta : Manya
- Vikram Bhagra : le tenancier de l'hôtel
- Murari Kumar : l'employé de l'hôtel

## Production
La réalisatrice Geetu Mohandas est une actrice connue du cinéma du Kerala vivant à Cochin. Elle écrit le scénario du film en 2007 avant que ne sorte son premier court métrage 
Kelkkunndo (trad. Écoutez-vous) en 2008. Cependant, l'originalité de son histoire et le peu de notoriété des acteurs l’empêchent de réunir le financement nécessaire. Néanmoins, le succès de Kelkkunndo  au Festival international du film de Rotterdam lui permet de recevoir une bourse de 10 000 €,.
Les difficultés à réunir les fonds subsistent jusqu'à ce qu'Alan McAlex et Ajay G. Rai (Jar Pictures) ne s'intéressent au film et décident de le produire en partenariat avec Unplugged, société de production de la réalisatrice.
L'expérience de producteur exécutif de films à petits budgets d'Alan McAlex, lui permet de réduire les coûts de Liar's Dice en utilisant une équipe restreinte pendant moins d'un mois (mars 2012). Le film est tourné dans le village de Chitkul et à Shimla en Himachal Pradesh ainsi qu'à Delhi,. Directeur de la photographie de films tels Dev.D (2009) et Gangs of Wasseypur (2012), Rajeev Ravi est également l'époux de la réalisatrice.

## Distinctions et récompenses
- National Film Awards[9],[10]

Meilleure actrice : Geetanjali Thapa
Meilleure photographie : Rajeev Ravi
- Sofia International Film Festival, 2014 : Prix spécial du jury[11]
- Festival du film indien de New York 2014

Meilleure actrice
Meilleur film de la compétition internationale
- Festival international du film de Pesaro 2014 : Prix Lino Micciche du meilleur film[14]
- Cines del Sur : Prix Bronce Alhambra[15]